# Емерсон Кастро
Емерсон Кастро (порт. Emerson Castro, нар. 26 вересня 1971, Сан-Паулу) — бразильський футболіст, що грав на позиції захисника.

## Клубна кар'єра
У дорослому футболі дебютував 1991 року виступами за команду «Жувентус Сан-Паулу», а згодом протягом 1995—1996 років захищав кольори «Корітіба».
1997 року приєднався до іспанського клубу «Херес» і відіграв за клуб з міста Херес-де-ла-Фронтера 9 ігор у Сегунді, але не врятував команду від вильоту до третього дивізіону.
1999 року перейшов до клубу «Кашіас», за який відіграв 2 сезони. Завершив професійну кар'єру футболіста виступами за команду «Кашіас» у 2001 році.

## Виступи за збірну
1991 року залучався до складу молодіжної збірної Бразилії. У складі цієї команди виграв молодіжний чемпіонат Південної Америки у Венесуелі і поїхав на Молодіжний чемпіонат світу 1991 року в Португалії. Там Емерсон зіграв у всіх шести матчах і забив один гол, допомігши команді дійти до фіналу, в якому його команда поступилась в серії пенальті 2:4 господарям турніру португальцям і змушена була задовольнитись срібними нагородами.

## Титули і досягнення
- Чемпіон Південної Америки (U-20): 1991